# رافاييل كاسيرو
رافاييل كاسيرو (بالإسبانية: Rafael Casero)‏ (و. 1976  م) هو راكب دراجة هوائية إسباني، ولد في بلنسية، شارك في طواف إسبانيا.

## روابط خارجية
- رافاييل كاسيرو على موقع الاتحاد الدولي للدراجات (الإنجليزية)
- رافاييل كاسيرو على موقع أرشيف الدراجات (الإنجليزية)
- رافاييل كاسيرو على موقع إحصائيات الدراجات الإحترافية (الإنجليزية)
- رافاييل كاسيرو على موقع نسبة الدراجات (الإنجليزية)